# Kevalay Queen
Le Kevalay Queen (arabe : كفالاي كوين, Kafalay Kuyn) est un ferry appartenant à la société libyenne Kevalay Travel & Tourism. Construit entre 1971 et 1972 par les chantiers Jozo Lozovina-Mosor Shipyard de Trogir en Yougoslavie (actuelle Croatie) pour la compagnie suédoise Rederi Ab Gotland, il portait à l'origine le nom de Visby. Mis en service en novembre 1972 entre le continent suédois et l'île de Gotland, il est remplacé en 1980 par le nouveau Visby et prend le nom de Drotten. Affrété par diverses compagnies en Méditerranée, il est finalement vendu fin 1985 au groupe franco-italien Corsica Ferries qui l'exploite à compter de 1986 entre l'Italie et la Corse sous le nom de Corsica Viva II. Allongé d'une vingtaine de mètres au cours de travaux de jumboïsation effectués entre 1988 et 1989, il est renommé à l'occasion Corsica Regina. Transféré en 1996 sur les lignes de Sardinia Ferries entre l'Italie continentale et la Sardaigne, il prend le nom de Sardinia Regina. À la suite de la fusion des marques Corsica Ferries et Sardinia Ferries en 1999, il est affecté aux différentes lignes de l'armateur depuis le continent français et italien vers la Corse et la Sardaigne. Retiré du service en avril 2021 après 35 ans de navigation pour la compagnie bastiaise, il est cédé au mois d'août à la société libyenne Kevalay Travel & Tourism. Rebaptisé Kevalay Queen en octobre, il est mis en service en décembre sur une liaison reliant la Libye à la Turquie. Désarmé dans le port de Misrata depuis le 27 avril 2024, il a été déclaré à l'état d'abandon au mois de juillet.

## Histoire

### Origines et construction
En 1967, la compagnie Rederi Ab Gotland, assurant le transport de passagers et de fret entre la Suède continentale et l'île de Gotland est rachetée par la compagnie concurrente Gotlandsbolaget. Dès son arrivée à la tête de l'opérateur historique, le nouvel actionnaire entreprend de nombreux travaux afin de rationaliser et de moderniser le trafic tels que la réduction du périmètre d'activité et l'affrètement des navires surnuméraires. Cette réduction du trafic entraîne cependant une saturation des lignes entre Nynäshamn et Visby que les deux ferries Visby et Gotland, mis en service en 1964, peinent à surmonter. C'est dans ce contexte qu'en décembre 1969, la direction de Rederi Ab Gotland prend la décision de faire construire un nouveau navire plus imposant et plus capacitaire.
Afin de bénéficier d'un coût de construction plus faible, Rederi Ab Gotland se tourne vers un constructeur yougoslave, le chantier Jozo Lozovina-Mosor Shipyard situé à Trogir. Ce choix constitue cependant une prise de risque de la part de la direction dans la mesure où ce chantier ne dispose d'aucune expérience dans la construction de navires à passagers, mais cette crainte sera rapidement dissipée .
Devant succéder au ferry Visby, le navire est baptisé du nom de son ainé. La construction débute le 22 avril 1971 et le navire est lancé le 12 février 1972. Après plusieurs mois de finitions, il est livré à son armateur le 29 octobre. Malgré un coût relativement faible s'élevant à 44 millions de couronnes, il s'agit du navire le plus cher jamais construit pour Rederi Ab Gotland à l'époque.

### Service

#### Rederi Ab Gotland (1972-1986)

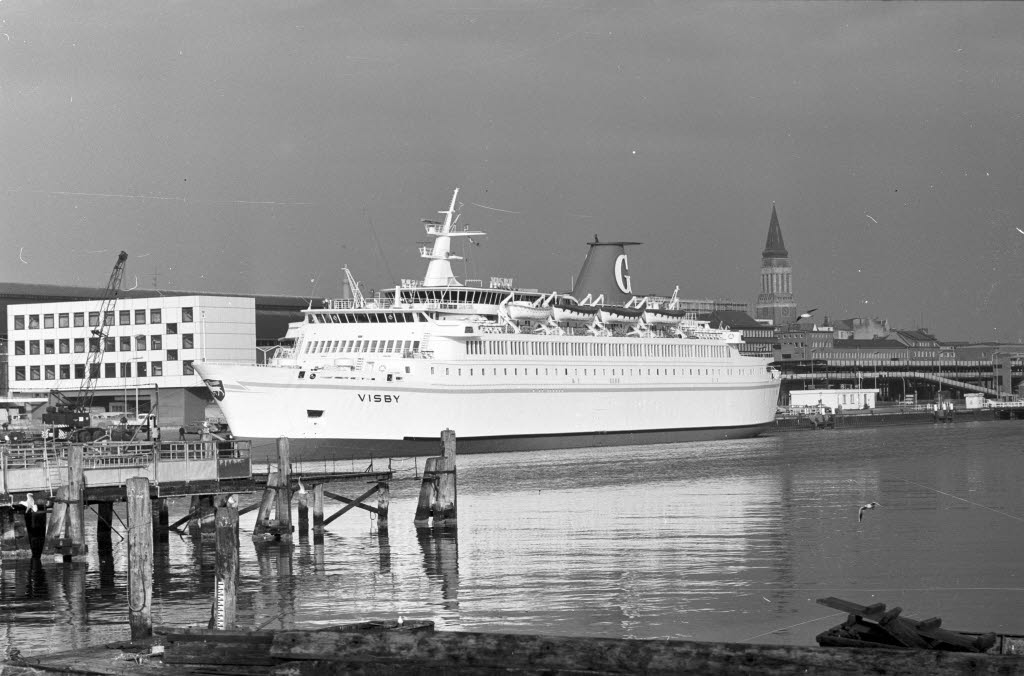
Le Visby en 1972.

Le Visby est mis en service le 11 novembre 1972 entre Nynäshamn et Visby. Sa traversée inaugurale est marquée par un retard de neuf heures à l'arrivée en raison du mauvais temps.
Le 12 novembre 1973, alors qu'il réalise une traversée vers Visby par mauvais temps, le navire subit une entrée d'eau au niveau du garage peu après avoir quitté Nynäshamn. Immédiatement, le commandant ordonne le retour du car-ferry à Nynäshamn par mesure de sécurité. Après inspection, il sera constaté que les deux crochets de verrouillage de l'étrave mobile ont été arrachés en raison de la violence des vagues. Le casque est alors provisoirement soudé et sera finalement remis en état en février 1974.
En septembre 1980, le navire est rebaptisé Drotten en prévision de l'arrivée du nouveau Visby, plus imposant. L'entrée en flotte de ce nouveau navire va alors entraîner une nouvelle utilisation du Drotten qui sera frété à d'autres armateurs pendant la première moitié des années 1980. Ainsi, à partir du 24 mai 1982, le navire est affrété par la société finlandaise SF-Line. Il est alors mis en service sous les couleurs de Viking Line et sous le nom officieux d‘Aurella, tout en conservant son véritable nom, sur les liaisons reliant la Suède, l'archipel d'Åland et la Finlande entre Kapellskär, Mariehamn et Naantali jusqu'au 31 octobre.
En avril 1983, le navire est affrété pour naviguer entre Gênes et Barcelone par la compagnie italienne Cameli & Co. S.p.A. Il sera de nouveau affrété pour desservir cette même ligne le 1er octobre 1984, cette fois-ci sous les couleurs de la compagnie Miura Line. C'est dans ce cadre que le 27 décembre, un incendie se déclare dans la salle des machines lors d'une traversée vers l'Espagne. Remorqué à Nice, le Drotten est ensuite acheminé à Barcelone afin d'être réparé.
Le 2 octobre 1985, le navire est vendu au groupe Corsica Ferries pour une livraison courant 1986, l'affrètement à Miura Line prend fin le 31 décembre 1985.

#### Corsica Ferries/Sardinia Ferries (1986-2021)
Le Drotten est livré à son nouvel armateur en février 1986 et rebaptisé Corsica Viva II. Après quelques transformations consistant notamment à la réfection des locaux mais aussi de l'ajout de la livrée jaune de Corsica Ferries, il est mis en service entre l'Italie et la Corse. L'arrivée de ce navire permet à la compagnie bastiaise de proposer des traversées de nuit avec un niveau de confort plus élevé.
En octobre 1988, le Corsica Viva II rejoint les chantiers Industrie Navali Meccaniche Affini de La Spezia afin de bénéficier de travaux d'agrandissement. Le car-ferry est ainsi allongé d'environ 23 mètres, portant sa longueur à 146 mètres. En plus de ce tronçon comprenant de nouvelles cabines et un nouveau restaurant, deux ponts supplémentaires sont ajoutés, permettant l'aménagement de cabines aux dimensions plus importantes. La plage arrière est également modifiée avec notamment l'ajout d'une piscine. Une fois les travaux terminés, en avril 1989, le navire est rebaptisé Corsica Regina. C'est à l'occasion de sa remise en service que la compagnie rouvre les lignes au départ de Gênes.
Le 1er janvier 1994, le navire est abordé dans le port de Bastia par l’Île de Beauté de la SNCM à la suite de la rupture de ses amarres en raison du vent violent. Les dégâts ne se limitent cependant qu’aux sabords de cabines du flanc tribord.
En 1996, le car-ferry est transféré au sein de Sardinia Ferries, entité du groupe Corsica Ferries dédiée aux lignes de la Sardaigne. Le navire est donc renommé pour l'occasion Sardinia Regina et passe sous pavillon italien.
En 1999, quelques changements interviennent au sein du groupe, les marques Corsica Ferries et Sardinia Ferries sont fusionnées et la nouvelle réglementation maritime européenne permet à l'armateur d'exploiter sa flotte sous pavillon de complaisance italien sur l'ensemble de ses lignes. Ainsi, le Sardinia Regina est positionné sur la ligne Nice - Bastia en basse saison.

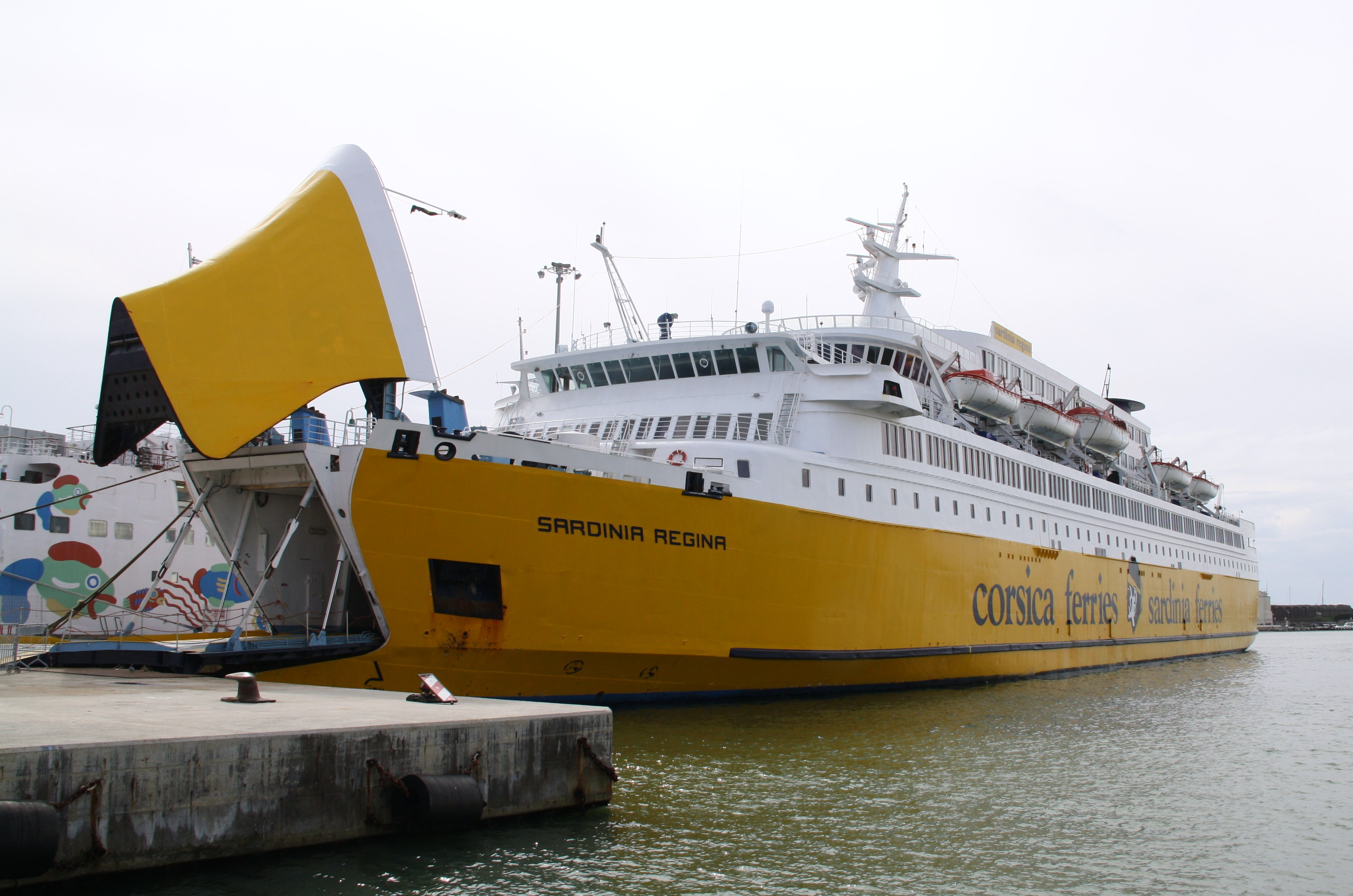
Le Sardinia Regina à Livourne en 2013.

Le 28 juillet 2000, le car-ferry percute et coule un navire de pêche de 12 mètres au large de l'île d'Elbe. Les deux occupants seront sauvés par un autre navire et l'équipage du Sardinia Regina sera relaxé.
Le 19 décembre, le navire inaugure la nouvelle ligne du groupe entre Bastia et Toulon. Son arrivée est cependant momentanément perturbée par les syndicats des marins de la SNCM, opposés à l'exploitation du navire sous pavillon de complaisance.
Le 6 août 2013, un membre de l'équipage se blesse grièvement en raison d'une défaillance d'une porte coupe-feu durant une traversée entre Savone et Bastia, nécessitant une évacuation d'urgence par hélitreuillage.
Dans la nuit du 17 au 18 mars 2016, le navire est victime d'un incendie au niveau de la salle des machines lors d'une traversée entre Livourne et Golfo Aranci. Bien que celui-ci n'ait occasionné que peu de dégâts, le car-ferry est temporairement immobilisé pour réparations à Savone.
Au cours de l'hiver 2020-2021, en raison de la baisse du nombre de passagers due aux restrictions sanitaires dans le contexte de la pandémie de Covid-19, le Sardinia Regina est exceptionnellement employé sur les liaisons régulières entre Toulon et la Corse, essentiellement vers Ajaccio.
Au mois d’avril 2021, en raison du réarmement des unités habituellement affectées sur les lignes de Toulon, le navire est à son tour désarmé à Gênes en attendant l’arrivée de la saison estivale. Cependant, le 12 mai, Corsica Ferries officialise l’entrée en flotte du futur Mega Regina, imposant cruise-ferry acheté d’occasion en Finlande. Comme son nom le laisse suggérer, ce nouveau navire est prévu pour remplacer au sein de la flotte le Sardinia Regina. Au terme de 35 années d’une brillante carrière sous les couleurs de Corsica Ferries, le navire, désarmé durant la saison d’été, est annoncé comme ayant été cédé à une société libyenne le 8 août 2021.

#### Kevalay Travel and Tourism (depuis 2021)
Transféré au mois d'octobre 2021 aux chantiers San Giorgio de Gênes afin d'être mis aux standards de son nouveau propriétaire, le navire est rebaptisé Kevalay Queen. Il retrouve également le pavillon panaméen qu'il avait déjà arboré de 1986 à 1996 sous les couleurs de Corsica Ferries. Au cours de ces transformations, les logos de la compagnie bastiaise sont remplacés par ceux de Kevalay, voyagiste libyen. Dans un souci d'économie, le ferry conserve néanmoins sa coque jaune.
À l'issue des travaux, le Kevalay Queen quitte l'Italie dans la matinée du 12 novembre pour rejoindre la Libye. Après avoir traversé la Méditerranée durant quatre jours, il entre pour la première fois dans le port de Misrata le matin du 16 novembre. Escorté à son arrivée par des bateaux-pompes, il accoste au quai de la gare maritime.
Le 2 décembre, le navire appareille de Misrata et entame sa première traversée sous les couleurs de Kevalay à destination de la Turquie. Au terme de presque trois jours de navigation, il atteint Izmir le 5 décembre. Ce voyage marque le rétablissement des liaisons maritimes entre les deux pays après une interruption de 25 ans.
Le 11 mai 2023, à la demande de la clientèle, le port d'arrivée du Kevalay Queen en Turquie est déplacé à Istanbul,. C'est dans ce cadre que quelques mois plus tard, le 22 août, le navire se voit infliger une amende de 13 millions de livres après avoir été surpris par les autorités turques en train d'effectuer un dégazage non loin de Zeytinburnu. Le 3 février 2024, dans le même périmètre, le ferry est impliqué dans une collision avec le cargo tanzanien Captain Adam 1 qui ne fait cependant aucun blessé.
En mars 2024, le Kevalay Queen est mis à disposition afin de participer à l'aide humanitaire à destination de la bande de Gaza dans le cadre du conflit opposant Israël et le Hamas. À cet effet, le navire quitte la Libye le 29 mars avec dans son garage un chargement de 1 600 tonnes comprenant notamment des médicaments, des tentes, des couvertures, des vêtements chauds et des denrées alimentaires qui sont débarqués dans le port de El-Arich en Égypte au début du mois d'avril. De retour de cette mission le 27 avril, il est immobilisé au poste à quai à Misrata et déclaré en état d'abandon le 25 juillet.

## Aménagements
À l'origine, le navire possédait 9 ponts. Les locaux passagers étaient situés sur les ponts 5, 6 et 8 tandis que l'équipage occupait le pont 7. Les ponts 3 et 4 étaient, pour leur part, consacrés aux garages. En 1989, deux nouveaux ponts destinés aux passagers sont ajoutés.

### Locaux communs
Au début de sa carrière, le navire dispose d'un cocktail bar et d'un bar extérieur ainsi que d'un restaurant self-service et d'un restaurant à la carte situés sur le pont 6. Un bar panoramique est également présent sur le pont 8. Le car-ferry est également équipé d'un sauna et d'un bar-discothèque.
Depuis les travaux de 1989, le Sardinia Regina possède un nouveau restaurant à la carte mais également une piscine extérieure sur le pont 6 ainsi qu'un cinéma sur le pont 2, en dessous du garage.
À la fin des années 2010, les installations sont caractérisées par des appellations communes à tous les navires de la flotte. Ainsi, durant ses dernières années au sein de Corsica Ferries, les installations du car-ferry étaient organisés de la manière suivantes :
- Riviera Lounge, confortable bar-salon situé à la proue au pont 6 ;
- Lido Beach Bar, bar extérieur avec piscine à la poupe du navire sur le pont 6 ;
- Dolce Vita, restaurant à la carte situé sur le pont 6 au milieu du navire ;
- Yellow's, libre-service situé au milieu du pont 6 proposant une cuisine classique ;
- Sweet Cafe, point de vente situé à proximité du Yellow's proposant des boissons chaudes et fraîches ainsi que diverses pâtisseries ;

En plus de ces installations, une boutique, un mini-market, une salle de jeux pour enfants et un espace d'arcade sont situés sur le pont 6.

### Cabines
Durant ses premières années d'exploitation le car-ferry disposait d'une centaine de cabines internes et externes situées sur le pont 5. D'une capacité de deux à quatre personnes, elles étaient toutes pourvues de sanitaires complets comprenant douche, WC et lavabo.
À la suite des travaux de 1989, le navire possède 223 cabines situées sur les ponts 5, 7, 8 et 9. 74% d'entre elles sont dotées de hublots.

## Caractéristiques
À sa mise en service, le Visby mesurait 123,80 mètres de longueur pour 20,86 mètres de largeur, son tonnage était de 6 642 UMS. Le navire avait une capacité de 1 670 passagers et était pourvu d'un garage pouvant contenir 300 véhicules répartis sur deux ponts, le garage était accessible par deux portes rampes, une à la proue et une à la poupe. La propulsion du Kevalay Queen est assurée par six moteurs Nohab-Polar SF116VS diesel développant une capacité de 10 590 kW faisant filer le navire à une vitesse de 19 nœuds. Le navire dispose de 8 embarcations de sauvetage ouvertes de taille moyenne et deux fermées de grande taille. En 1989, le car-ferry est jumboïsé, ses caractéristiques se voient alors modifiées, ainsi, sa longueur passe de 123,80 à 146,60 mètres et son tonnage de 6 665 à 13 004 UMS, sa largeur n'est en revanche pas modifiée. Sa capacité passe alors de 1 670 à 1 700 passagers et la capacité du garage passe de 300 voitures à 480 véhicules.

## Lignes desservies
À l'origine, le Visby était placé sur les lignes entre le Suède continentale et l'île de Gotland, le navire a alors successivement servi sur les lignes Nynäshamn - Visby de 1972 à 1981, Nynäshamn - Visby - Oskarshamn de 1975 à 1982 et Nynäshamn - Visby - Västervik en 1981.
À partir de 1982, le navire est affrété à différents armateurs, principalement en Méditerranée. Il a alors effectué les lignes suivantes :
- Kapellskär - Mariehamn - Naantali pour le compte de la compagnie finlandaise Viking Line du 24 mai au 31 octobre 1982 ;
- Gênes - Barcelone pour le compte des compagnies italiennes Cameli & Co S.p.A à partir d'avril 1984 et Miura Lines du 1er octobre 1984 au 31 décembre 1985.

Vendu en 1985 au groupe Corsica Ferries, le navire a tout d'abord assuré les lignes Savone - Bastia, Savone - Calvi et Livourne - Bastia à partir de 1986 sous le nom de Corsica Viva II. Après les travaux de jumboïsation intervenus en 1989, le car-ferry était positionné au départ de Gênes et assurait parfois la ligne Savone - Ajaccio - Porto Torres. En 1996, il est transféré sur la ligne sarde Livourne - Olbia sous le nom de Sardinia Regina. Ayant navigué un temps sur la ligne Nice - Bastia en 1999 et inauguré la ligne Toulon - Bastia en 2000, le Sardinia Regina navigue à partir de 2003 sur les deux axes corses et sardes au départ des continents français et italiens, et a desservi en 2012 les ports de Calvi et de L'Île-Rousse au départ de Nice. En 2016, le Sardinia Regina a assuré les lignes Nice - Porto-Vecchio - Golfo Aranci.
Durant ses dernières années sous les couleurs de Corsica Ferries, il était affecté hors saison entre Livourne, Golfo Aranci et Bastia et en saison entre Savone et Livourne et Bastia mais aussi entre Livourne et Piombino vers Golfo Aranci et effectuait occasionnellement des traversées vers la Corse au départ de Nice. Sa dernière affectation aura été les liaisons entre Toulon et la Corse, plus particulièrement vers Ajaccio, durant l'hiver 2020-2021.
De décembre 2021 à mars 2024, le navire est employé sur la liaison de l'armateur Kevalay Travel & Tourism entre la Libye et la Turquie sur la ligne Misrata - Izmir dans un premier temps, puis Misrata - Istanbul à compter de mai 2023.